# 大角增二
牧夫座CN，又名BD+19 2779，HD 124953、SAO 100949、HR 5343，是牧夫座的一颗恒星，视星等为5.98，位于銀經14.49，銀緯68.9，其B1900.0坐标为赤經14h 11m 22s，赤緯+19° 68.9′ 39″。